# Centaurium tenuiflorum
Petite-centaurée à fleurs ténues
Espèce
La Petite-centaurée à fleurs ténues (Centaurium tenuiflorum) est une espèce de plantes de la famille des Gentianacées.